# Namhansanseong
Namhansanseong (Hán Việt: Nam Hán Sơn Thành) là một công viên pháo đài nằm ở độ cao 480 mét so với mực nước biển, ngay phía đông nam của thủ đô Seoul, Hàn Quốc. Nó nằm trên đỉnh núi Namhan (Nam Hán Sơn), bao gồm các công sự và một số đền thờ thế kỷ 17. Pháo đài đã được công nhận là Di sản thế giới của UNESCO vào năm 2014.

## Lịch sử
Có sự gắn kết giữa Namhansanseong với Onjo, người sáng lập ra Bách Tế. Năm 672, một pháo đài được gọi là Jujangseong (Hanja:昼长城) được xây dựng trên rìa phía tây của núi Namhan để bảo vệ Silla trước Nhà Đường. Sau đó, pháo đài được đổi tên thành Iljangseong (Hanja:日长城). Vua Cao Ly sau đó đã sửa chữa nó như một tiền đồn phòng thủ cho Gwangju.
Hầu hết các pháo đài tồn tại đến ngày nay ở Hàn Quốc được xây dựng trong thời kỳ Joseon. Kế hoạch xây dựng pháo đài bắt đầu từ năm 1624, khi Mãn Châu đang đe dọa tới nhà Minh ở Trung Quốc. Vào năm 1636, trong thời gian các cuộc xâm lược lần thứ hai của người Mãn, vua Nhân Tổ của Joseon đã tị nạn tại pháo đài trong một nỗ lực chống lại sự thống trị của hoàng đế Nhà Thanh Hoàng Thái Cực, sau cuộc xâm lược của người Mãn đầu tiên vào năm 1627. Ông chạy trốn với gia quyến cùng 13.800 binh sĩ đến Namhansanseong. Người Mãn đã không thể để khuất phục được pháo đài, nhưng sau 45 ngày bị bao vây, lương thực thực phẩm cạn kiệt thì cuối cùng nhà vua đã buộc phải đầu hàng. Con trai của ông bị giữ làm con tin. Tượng đài Samjeondo (Hanja:三田渡碑) được xây dựng trên tuyến đường phía nam từ Seoul đến Namhansanseong để đánh dấu sự kiện này.
Sau khi người Mãn rút lui, Namhanseong vẫn bị ảnh hưởng cho đến khi triều đại của vua Sukjong, người đã mở rộng pháo đài và thêm Pongamseong ở góc phía đông bắc khu vực pháo đài vào năm 1686. Hanbongseong sau đó cũng được xây dựng dọc theo sườn núi phía đông của pháo đài vào năm 1693. Lan can bằng gạch màu xám được thêm vào năm 1778, dưới thời trị vì của vua Jeongjo.

## Công viên Namhansanseong
Pháo đài đã không sử dụng và từ từ suy tàn cho đến năm 1954, khi nó được xác định là vườn quốc gia (Vườn quốc gia Bukhansan) và công việc sửa chữa đã được thực hiện một cách thuận lợi. Khu vực pháo đài còn bao gồm 9 ngôi đền, cũng như khu vực chỉ huy và các tháp canh. Tuy nhiên, chỉ còn duy nhất khu vực chỉ huy Seojangdae (西 将 台), và ngôi đền Changgyeongsa vẫn còn. Gần cổng phía nam và các bức tường của pháo đài cũng có một ngôi đền khác. Các cổng phía bắc, phía nam và phía đông của pháo đài được khôi phục.

Toàn cảnh Seoul nhìn từ pháo đài.